# Сали Райд
Сали Кристен Райд (на английски: Sally Kristen Ride) e американска астронавтка и физичка. Родена в Лос Анджелис, тя постъпва в НАСА през 1978 година и през 1983 година става първата американка и третата жена в света, летяла в Космоса, след Валентина Терешкова през 1963 година и Светлана Савицкая през 1982 година. По това време тя е и най-младият американски астронавт, летял в Космоса – на възраст 32 години.

## Биография
Райд е родена на 26 май 1951 г. в Енсино, Калифорния. Родителите ѝ са от норвежки произход.
Учи в Станфордския университет, където през 1973 година получава бакалавърска степен по английска литература, а след това защитава магистратура (1975) и докторат (1978) по физика, като работи върху взаимодействието на рентгенови лъчи с междузвездната среда. Избрана е за астронавт на НАСА през юни 1978 година, с първата група астронавти, включваща и жени. След като завършва обучението си през 1979 година тя работи като наземен комуникатор с втория и третия полет на Космическата совалка и участва в разработването на робота ръка на Совалката. През юни 1983 година тя лети в Космоса на совалката „Чалънджър“ като част от мисията STS-7, която разполага два комуникационни спътника и първия палетен спътник SPAS-1. Райд управлява робота ръка за поставянето и връщането на SPAS-1. Вторият ѝ космически полет е мисията STS-41G, също на борда на „Чалънджър“. Общо прекарва повече от 343 часа в Космоса. Напуска НАСА през 1987 година.
Райд умира на 61 години от рак на панкреаса на 23 юли 2012 г.

## Космически полети
Райд е летяла в Космоса като член на екипажа на следните мисии:
| Космически полети на Сали Райд                                   | Космически полети на Сали Райд | Космически полети на Сали Райд | Космически полети на Сали Райд | Космически полети на Сали Райд   |
| №                                                                | Дата                           | КК                             | Функции                        | Продължителност                  |
| ---------------------------------------------------------------- | ------------------------------ | ------------------------------ | ------------------------------ | -------------------------------- |
| 1                                                                | 18 юни 1983                    | „Чалънджър“, мисия STS-7       | Специалист на мисията          | 6 денонощия 2 часа 25 мин 14 сек |
| 2                                                                | 5 октомври 1984                | „Чалънджър“, мисия STS-41G     | Специалист на мисията          | 8 денонощия 5 часа 24 мин 32 сек |
| Сумарно време в космоса – 14 денонощия 7 часа 49 минути и 46 сек |                                |                                |                                |                                  |